# مرس السكر (المجاطية أولاد الطالب)
مرس السكر هي إحدى مشيخات المملكة المغربية، تتبع جغرافيا لإقليم مديونة وإداريًا لالمجاطية أولاد الطالب. يقدر عدد سكانها بـ 3709 نسمة حسب الإحصاء الرسمي للسكان والسكنى لسنة 2004.